# We Want Miles
We Want Miles ist ein Live-Doppel-Album des Jazzmusikers Miles Davis, das im April 1982 bei Columbia Records veröffentlicht wurde. Das Album gewann 1983 den Grammy Award für die beste Jazz-Instrumental-Performance eines Solisten.

## Hintergrund
Das Album enthält Mitschnitte der ersten Live-Auftritte von Davis, nachdem er sich mehr als fünf Jahre zurückgezogen hatte. Die Aufnahmen entstanden im Bostons Kix Club, am 27. Juni 1981, in der Avery Fisher Hall in New York am 5. Juli 1981, in Tokio am 4. Oktober desselben Jahres. Davis hatte mit der Band vorher kaum geprobt, und die Musiker fürchteten vor dem Konzert, dass die Karriere von Davis sowie ihre eigenen am Ende wären.
Bill Evans schrieb über die Befürchtungen der Musiker und die Entstehung des Albums: „Wir sind nie irgendwelche Stücke von Anfang bis Ende durchgegangen.[…] Das würde nie und nimmer klappen.[…] Von da an wurde uns klar, daß die Musik das sein würde, was jeder in sie hineinsteckt.[…] Und als es losging, war alles in Ordnung.“ Die Rhythmusgruppe Miller-Foster harmonierte gut und Davis selbst war überwiegend in guter Form. Lediglich die Rockgitarre von Mike Stern wurde zum Teil als unpassend empfunden.

## Titelliste
Alle Stücke von Miles Davis, sofern nicht anders angegeben
1. Jean-Pierre – 10:30
2. Back Seat Betty – 8:10
3. Fast Track – 15:10
4. Jean-Pierre – 4:00
5. My Man’s Gone Now (DuBose Heyward, George Gershwin) – 20:12
6. Kix – 18:45

## Rezeption
Das Album erhielt sowohl negative wie positive Kritiken. Buzz Morison schrieb im Rolling Stone:

“The nursery-rhyme singsong of "Jean Pierre" and the nonstop rush of "Fast Track" are the highlights here, and while the rest is relatively free of aimless noodling, there is little evidence that Miles had much of importance to contribute on those evenings.”

„Der Kinderlied-Singsang von "Jean Pierre" und der pausenlose Rush von "Fast Track" sind hier die Highlights, und obwohl der Rest relativ frei ist von zielloser Improvisation, gibt es kaum Hinweise darauf, dass Miles eine bedeutende Rolle an diesen Abenden gespielt hat.“

Scott Yanow sah das Album positiver und schrieb bei Allmusic:

“Davis's second recording since ending his six-year retirement was one of his best of the 1980s [...] As for Davis, he was gradually regaining his earlier form.”

„Davis zweite Aufnahme nach dem Ende seines sechsjährigen Rückzugs war einer seiner besten in den 1980er Jahren [...] Und was Davis angeht, fand er allmählich wieder zurück zu seiner früheren Form.“

Die Kritiker Richard Cook & Brian Morton verliehen dem Album in The Penguin Guide to Jazz lediglich drei Sterne (von vier); sie hoben besonders die gefühlvolle Neuinterpretation des George-Gershwin-Standards „My Man’s Gone Now“ hervor.

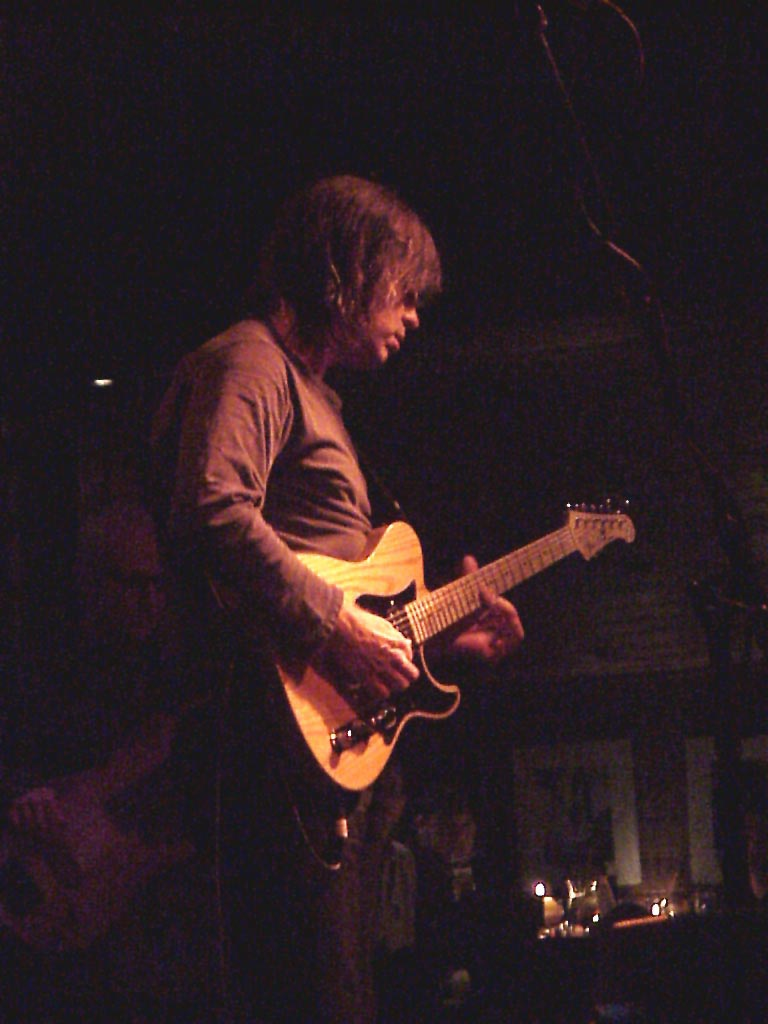
Mike Stern, München 2001

Der Davis-Biograph Peter Wießmüller konnte dem Album mehr abgewinnen. „We Want Miles ist ein gutes Live-Album, das weit dacon entfernt ist […] neue Wege aufzuzeigen, das aber das Altvertraute in eine neue Beleuchtung rückt,“ Werner Burkhardt zitierend. Vor allem in den beiden Nummern aus dem The Man with the Horn-Album, „Black Seat Betty“ und „Aida“, hier „Fast Track“ betitelt, werde dies deutlich: „Die aalglatte Geschliffenheit, die den Studioproduktionen anhaftet, ist hier wie weggeblasen durch ein kaum noch für möglich gehaltenes Feuer, das aus Miles’ Trompete erklingt, getrieben von Al Fosters rhythmisch getriebenen Unterbau, der seine fill-outs mit der Sicherheit eines Lochautomaten zu setzen vermag.“ In den beiden letzten Stücken der Platte, in „My Man’s Gone Now“ und „Kix“, spiele die Gruppe „ziemlich unkonzentriert und zusammenhanglos, und auch Miles gelingt es hier nicht, diese Schwächen auszugleichen.“ Besonders Mike Stern leide unter Orientierungslosigkeit und müsse auf Rock-Klischees zurückgreifen. Besser falle da „My Man’s Gone Now“ aus; Miles Davis führe hier einen „Abriß sämtlicher Stilrichtungen [vor], die er je kultiviert hat“.